# Gerhard Richter

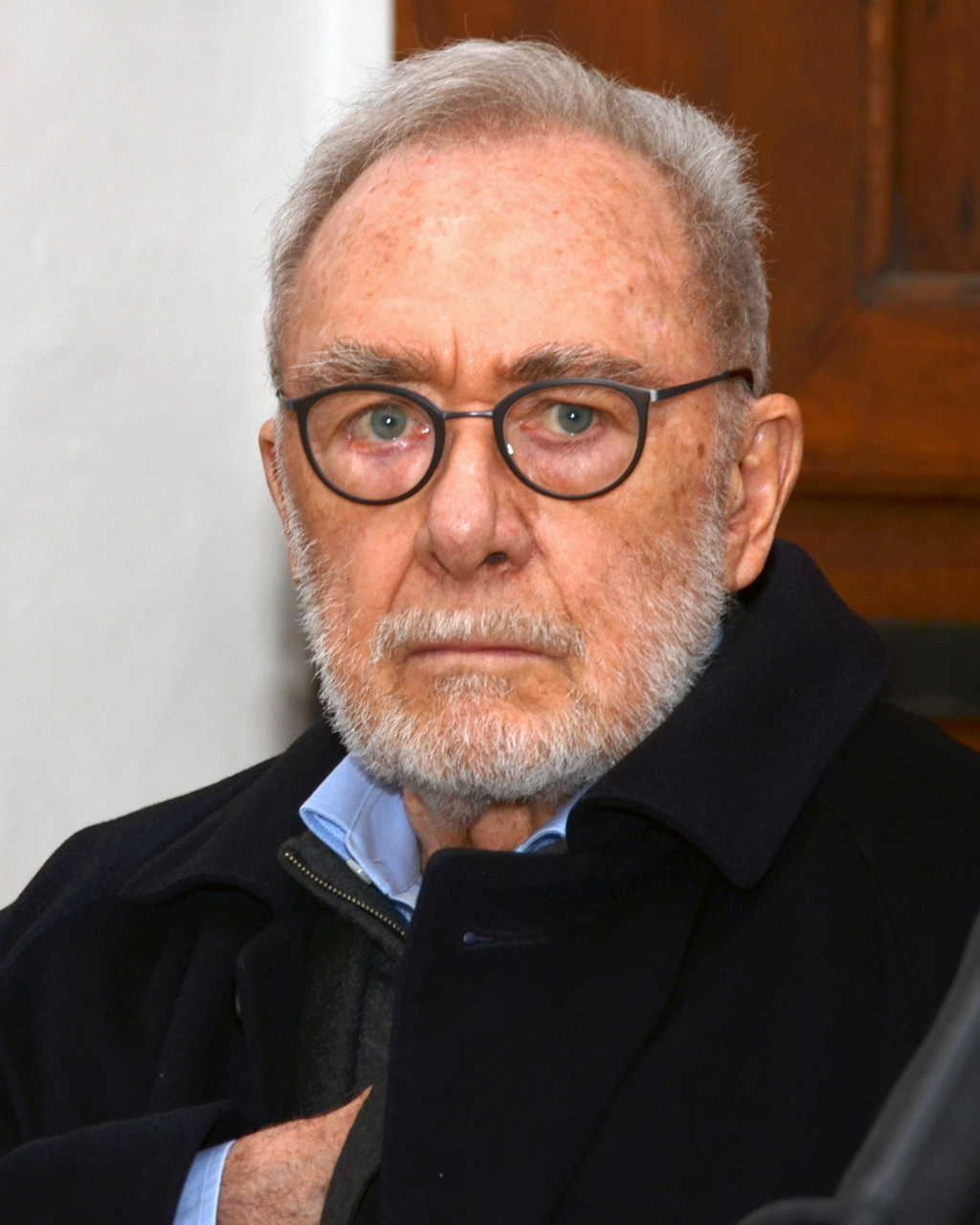
Gerhard Richter, 2017

Gerhard Richter (* 9. Februar 1932 in Dresden) ist ein deutscher Kunstmaler, Bildhauer und Fotograf. Er war von 1971 bis 1993 Professor für Malerei an der Kunstakademie Düsseldorf. Seine Werke zählen auf dem Kunstmarkt zu den teuersten eines lebenden Künstlers. Er ist Mitglied der Berliner Akademie der Künste.

## Privates
Gerhard Richter wurde 1932 in Dresden geboren und wuchs als ältestes Kind des Lehrers Horst Richter und dessen Ehefrau Hildegard Richter Schönfelder in Reichenau und Waltersdorf in der Oberlausitz auf. 1958 heiratete er die Tochter Heinrich Eufingers, Marianne „Ema“ Eufinger. Ende Februar 1961 flüchteten Richter und seine Frau aus der DDR über West-Berlin nach Westdeutschland, wo 1966 eine gemeinsame Tochter geboren wurde.
Die Ehe mit Ema wurde 1982 geschieden. Im selben Jahr heiratete Richter die Bildhauerin Isa Genzken, seine Meisterschülerin; die Ehe endete nach elf Jahren durch Scheidung. 1995 heiratete Richter die Malerin Sabine Moritz (* 1969). Aus der Ehe gingen drei Kinder hervor. Seit 1983 lebt Richter in Köln mit Atelier im Kölner Stadtteil Hahnwald.
2004 wurde durch einen Artikel im Berliner Tagesspiegel, der vor dem Hintergrund von Jürgen Schreibers Ein Maler aus Deutschland erschien, ein Aspekt aus Richters Familiengeschichte bekannt: Seine Tante Marianne Schönfelder wurde 1945 im Rahmen der zweiten Phase der Krankenmorde in der Zeit des Nationalsozialismus, der Aktion Brandt, durch NS-Ärzte ermordet. Richters erster Schwiegervater Heinrich Eufinger, „Emas“ Vater, gehörte als SS-Obersturmbannführer und Verantwortlicher für die Zwangssterilisationen in Dresden zu den Tätern. Richter, der seinen Schwiegervater mehrfach porträtiert hat, wusste bei seiner Heirat mit Ema Eufinger von diesen Zusammenhängen nichts.
1965 hat er mit dem Gemälde Herr Heyde, das die Verhaftung des hauptverantwortlichen SS-Arztes für die Massenmorde an körperlich und geistig behinderten Menschen zum Thema hat, die „Euthanasie“ als einer der ersten bildenden Künstler in der Nachkriegszeit behandelt und mit dem etwa zeitgleich entstandenen Gemälde Tante Marianne den Opfern ein Gesicht gegeben.
Im Zuge der Flüchtlingskrise in Europa 2015/2016 bezeichnete Richter die „Parole der Willkommenskultur“ als „verlogen“ und „unnatürlich“. Die Flüchtlinge – damals hauptsächlich aus Syrien, Irak und Afghanistan – seien „nicht willkommen“. Beim russischen Überfall auf die Ukraine 2022 spendete er fünf Kunstdrucke mit einem geschätzten Gesamtwert von über 150.000 Euro für Flüchtlinge aus der Ukraine und Kriegsopfer vor Ort. Das Manager Magazin schätzte sein Vermögen 2019 auf 700 Millionen Euro. Er lag damit auf Platz 230 der „1001 reichsten Deutschen“.

## Leben

### Ausbildung

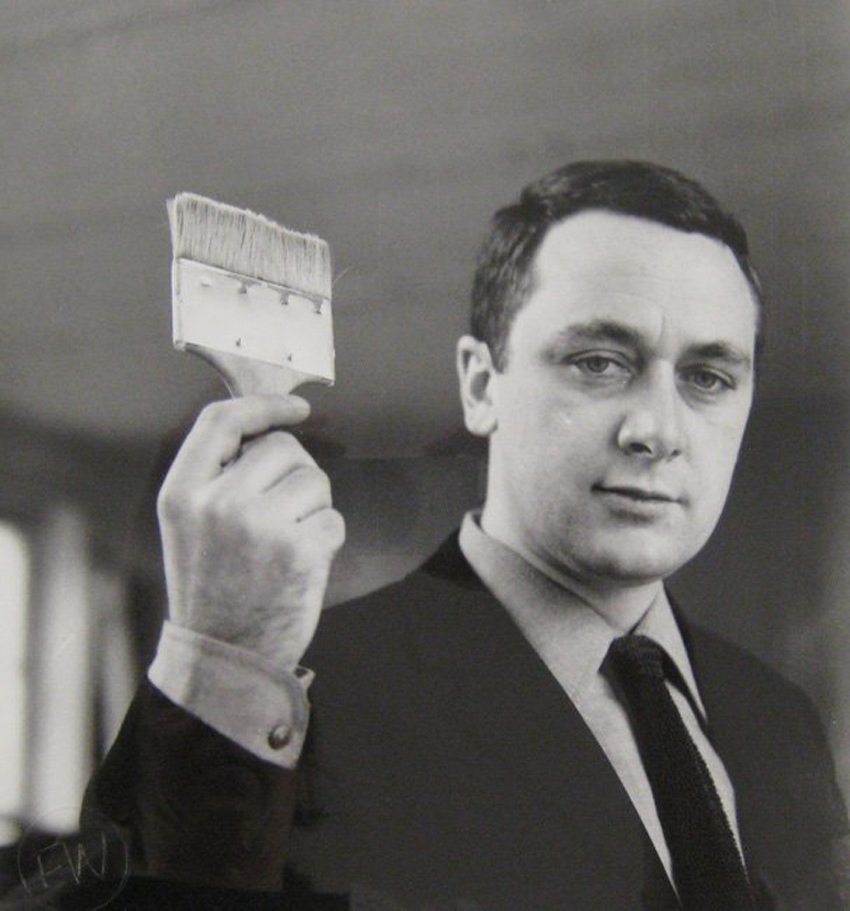
Gerhard Richter, fotografiert von Erhard Wehrmann, 1967

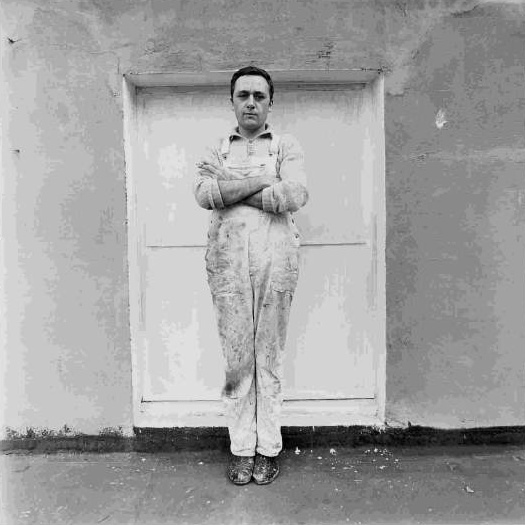
Gerhard Richter fotografiert von Lothar Wolleh, um 1970

1948 beendete er die Höhere Handelsschule in Zittau mit der Mittleren Reife und wurde dort von 1949 bis 1951 zum Schriften- sowie Bühnen- und Werbemaler ausgebildet. 1950 wurde sein Aufnahmeantrag für die Hochschule für Bildende Künste Dresden abgelehnt. Von 1952 bis 1956 studierte er an der Kunstakademie Dresden. Seine Lehrer waren Karl von Appen und Heinz Lohmar. 1955 schuf Richter für sein Vordiplom das Wandgemälde Abendmahl mit Picasso für die Mensa der Dresdner Akademie, 1956 folgte als seine Diplomarbeit das 63 m² große Wandbild Lebensfreude in den Räumen des Dresdner Hygienemuseums, das mit seinen fünf Figurengruppen als „Geschichte vom Kennenlernen eines Paares bis zur Elternschaft“ gelesen werden kann. Beide Gemälde wurden nach Richters Flucht in die Bundesrepublik 1961 übermalt; nach der Wiedervereinigung wurde das dem Sozialistischen Realismus zuzuordnende Lebensfreude an zwei Stellen freigelegt und erneut übermalt. 2024 wurden von dem unter zehn Farbschichten steckenden Bild für eine Ausstellung im DHM 19 m² – die 30 % der Bildfläche entsprechen – freigelegt.
Von 1957 bis 1961 arbeitete er als Meisterschüler an der Akademie und übernahm Staatsaufträge der DDR. In dieser Zeit entstand ein umfangreiches Werk an Wandbildern wie Arbeiterkampf und Ölgemälden wie Porträts von Angelica Domröse und von Richters erster Ehefrau. Die Lesende von 1960 gehört zum kaum noch erhaltenen Frühwerk aus Richters Dresdner Zeit. In einem Interview mit der Frühwerk-Expertin Jeanne Anne Nugent von der New York University wird Richter konkret zu dieser seiner Lesenden Ema befragt und bestätigt die Einschätzung der Expertin, dass dieses Bild zu den intimsten seiner Familienbilder zählt, genauso wie das Stadtbild von Dresden und Zeichnungen wie Selbstporträts.
Nach seiner Flucht nach Westdeutschland 1961 musste er seine in der DDR geschaffenen Kunstwerke zurücklassen; teilweise soll er sie vor seiner Abreise verbrannt haben. Nur wenige dieser Bilder blieben erhalten und werden nicht in seinem Werkverzeichnis aufgeführt. Auch andere frühe Bilder wie das Hüttenwerk Rheinhausen stehen nicht in Richters Werkliste. In Band 3 und 4 von Richters Catalogue Raisonné (Hatje Cantz, 2015) wird seine gesamte ostdeutsche Frühzeit ausdrücklich ausgeschlossen.
Von 1961 bis 1963 setzte Richter sein Kunststudium an der Kunstakademie Düsseldorf bei Ferdinand Macketanz und Karl Otto Götz fort. Seine Mitstudenten in der Klasse Götz waren Sigmar Polke, HA Schult, Kuno Gonschior, Franz Erhard Walther, Konrad Lueg und Gotthard Graubner.
Nachdem Richter Ende der 1960er Jahre als Kunsterzieher gearbeitet hatte und 1966 Gastdozent an der Hochschule für bildende Künste Hamburg gewesen war, erhielt er 1971 an der Düsseldorfer Kunstakademie eine Professur für Malerei. Hier lehrte er bis 1993. 1972 setzte er sich mit Uwe Johnson, Heinrich Böll, David Hockney, Günther Uecker, Henry Moore, Richard Hamilton, Peter Handke und Martin Walser für seinen Kollegen Joseph Beuys ein, dem vom damaligen nordrhein-westfälischen Wissenschaftsminister Johannes Rau die Lehrerlaubnis entzogen worden war.

### Karriere
Im Juni 1964 hatte Richter unter dem Titel Gerd Richter. Fotobilder, Portraits und Familien in der Galerie Friedrich & Dahlem in München seine erste Einzelausstellung. Bereits in der zweiten Jahreshälfte wurden Einzelausstellungen bei Alfred Schmela in Düsseldorf und bei René Block in Berlin eröffnet. Richter war bald in vielen in- und ausländischen Galerien und Museen präsent.
1972 war er im Deutschen Pavillon der Biennale von Venedig mit der Werkgruppe 48 Portraits vertreten. Im Sommersemester 1978 nahm er – in der Nachfolge von Kasper König und Benjamin Buchloh – eine Gastprofessur am Nova Scotia College of Art and Design im kanadischen Halifax an. Da er hier kein Atelier zur Verfügung hatte, beschäftigte er sich mit visuellen Phänomenen. So fotografierte er das Gemälde Halifax analytisch in 4 cm × 4 cm großen Segmenten und stellte sie in einem Buch 128 details from a picture (Halifax 1978) zusammen, das im selben Jahr in der Press of the Nova Scotia College of Art and Design erschien.

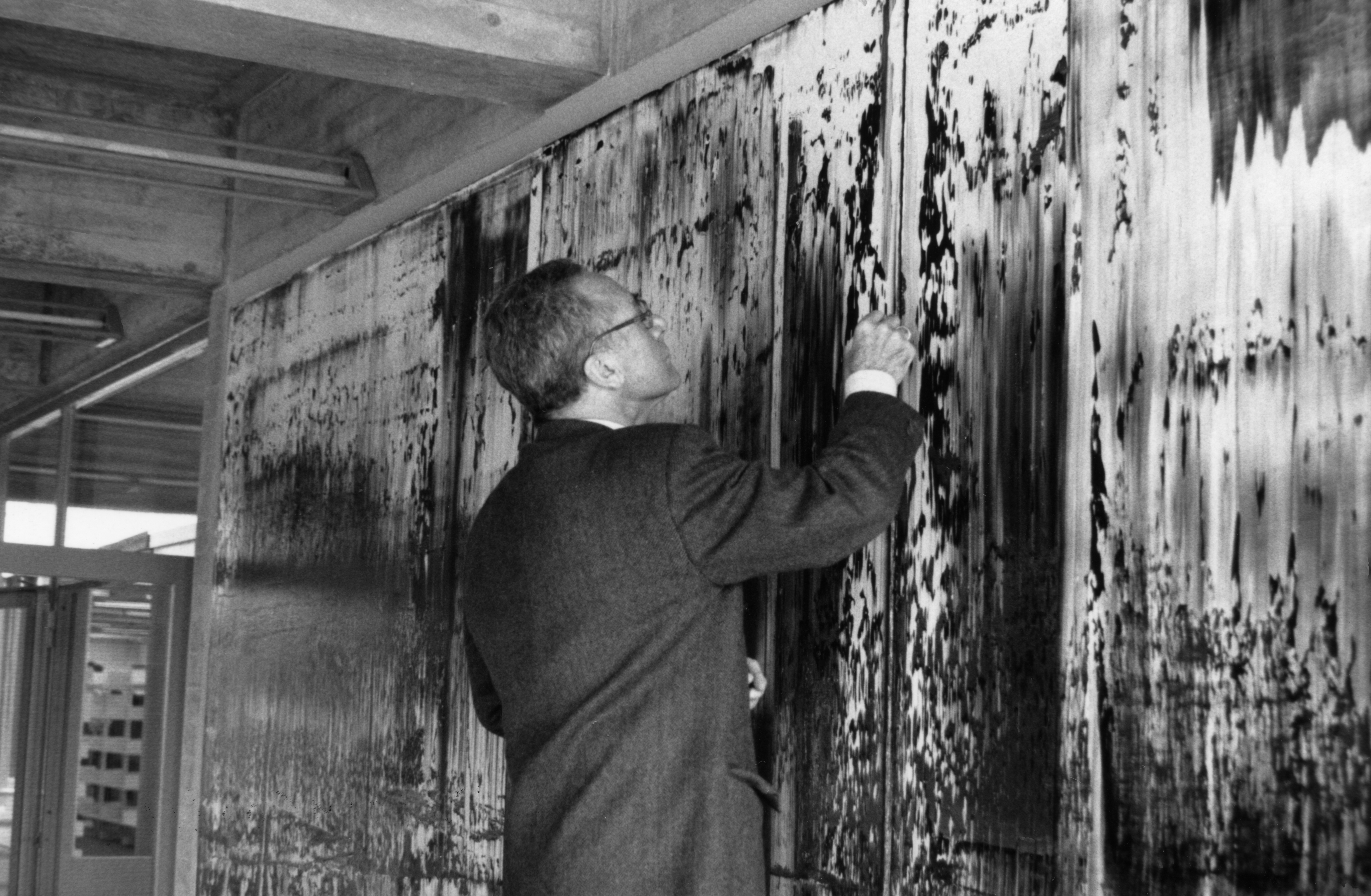
Gerhard Richter erläutert das Wandbild Sankt Gallen (1989), eine Auftragsarbeit für das Bibliotheksgebäude der Universität St. Gallen

1984 war er bei der Ausstellung Von hier aus – Zwei Monate neue deutsche Kunst in Düsseldorf vertreten. Anfang der 1990er Jahre konnte die Parlamentspräsidentin des Abgeordnetenhauses von Berlin, Hanna-Renate Laurien, ihn dafür gewinnen, fünf seiner Gemälde für den Festsaal des Abgeordnetenhauses zur Verfügung zu stellen. Richters internationale künstlerische Anerkennung nahm in den Folgejahren zu, sodass ihm 1993/1994 eine umfassende Retrospektive mit Stationen in Paris, Bonn, Stockholm und Madrid gewidmet wurde. 2002 feierte ihn das Museum of Modern Art in New York anlässlich seines 70. Geburtstags mit einer umfassenden Retrospektive mit 188 Exponaten.

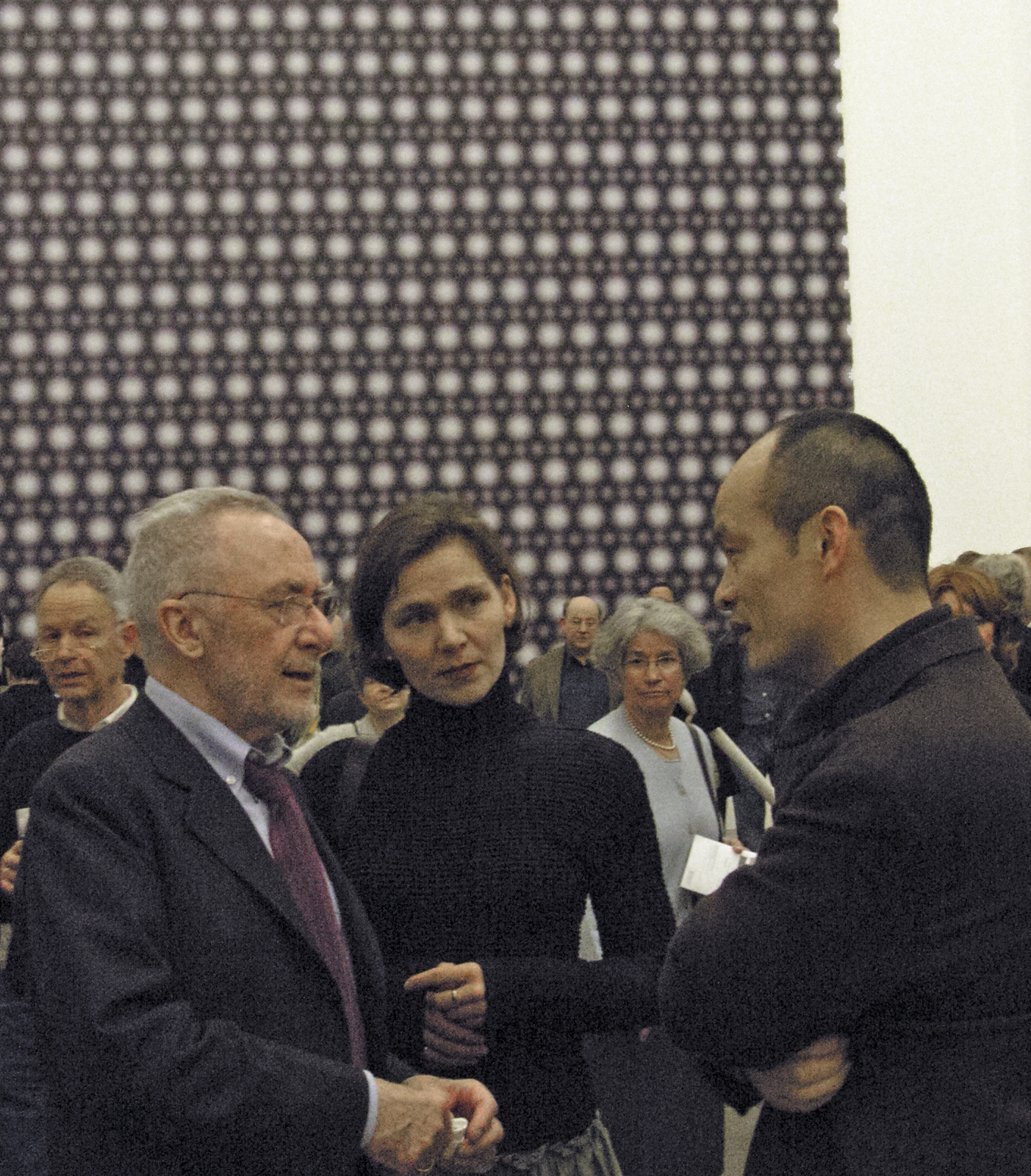
Gerhard Richter vor seinem Werk Strontium mit seiner Frau Sabine Moritz im Gespräch mit dem chinesischen Künstler Ren Rong (2005, K20)

Im August 2004 wurden die Gerhard-Richter-Räume im Dresdner Albertinum mit 32 Werken als Dauerleihgabe eröffnet. Anfang 2005 fand in der Düsseldorfer Kunstsammlung NRW K20 eine umfangreiche Ausstellung statt, in der unter anderem die Scheibenbilder und die Gemäldegruppe acht grau zu sehen waren. Im unteren Bereich befand sich das aus 130 C-Prints bestehende 9 m × 9 m große Werk Strontium aus dem Jahre 2004 (für das De Young Museum, USA). Die Ausstellung wurde anschließend in der Münchner Städtischen Galerie im Lenbachhaus sowie in Kanazawa und Sakura in Japan präsentiert. 2006 wurde in Dresden das Gerhard Richter Archiv ins Leben gerufen, das unter der Leitung von Dietmar Elger steht.
Richter gab im September 2020 bekannt, sein Werk als Maler im Alter von 88 Jahren beenden zu wollen. Seine letzte Arbeit waren demnach die Kirchenfenster in der saarländischen Benediktiner-Abtei Tholey. Allerdings wurde im Dezember 2022 ein Wechsel Richters zum Galeristen David Zwirner bekannt, in dessen Galerien in New York (Frühjahr 2023) und London (Frühjahr 2024) auch neuere Arbeiten Richters mit Bleistift und Tinte aus dem Jahr 2023 ausgestellt wurden.

## Werk und Rezeption
Im Westen begann Gerhard Richter seine malerische Praxis mit einer kurzen Phase, in der er praktisch alle aktuellen Ausdrucksformen und Stile der modernen Malerei erprobte (zwischen Antoni Tàpies und Francis Bacon). Es handelt sich um Werke, die Richter, wie er selbst berichtet, später im Innenhof der Staatlichen Kunstakademie in Düsseldorf verbrannt hat. Einflüsse für das sich nach dieser Phase entwickelnde umfangreiche Werk kamen aus der Pop Art, aus dem Abstrakten Expressionismus, aber auch aus Neo-Dada und Fluxus.
Die zum Teil enge Zusammenarbeit mit anderen Künstlern dürfte ebenfalls Einfluss auf seine künstlerischen Positionen gehabt haben. So kooperierte Richter während der ersten Hälfte der 1960er Jahre in gemeinsamen Ausstellungen mit Sigmar Polke, Konrad Lueg und Manfred Kuttner. Mit ihnen kreierte er den Kapitalistischen Realismus, der den Sozialistischen Realismus, die offizielle Kunstdoktrin der damaligen sozialistischen Länder, ironisieren sollte und die westliche Konsumgesellschaft kritisch reflektierte. 1968 führte er mit Günther Uecker, seinem Freund und Studienkollegen, eine Aktion in der Kunsthalle Baden-Baden durch. Das Gebäude wurde besetzt und Uecker erklärte: „Auch Museen können Wohnorte sein.“
Eine andere Episode in Richters künstlerischem Werdegang ist die Zusammenarbeit mit Blinky Palermo. Mit ihm verband ihn ab 1962 eine Freundschaft, die 1970 zu einer gemeinsamen Galerieausstellung und 1971 zu zwei gemeinsamen Diptychen führte. Richter stellte darüber hinaus Zwei Skulpturen für einen Raum von Palermo her, Büsten nach Gipsabgüssen von Palermos und Richters Köpfen. Diese für einen von Palermo malerisch gestalteten Kölner Galerieraum vorgesehenen Skulpturen sind in Richters Werk singulär. Eine Rekonstruktion gehört heute zum Bestand des Lenbachhauses in München.
1962 begann Richter mit seinem Atlas, in dem er Zeitungsausschnitte, Fotografien, fotografische Serien, Entwürfe, Farbstudien, Landschaften, Porträts, Stillleben, historische Stoffe und Collagen sammelte. Es handelt sich vielfach um Vorlagen für Gemälde, die oft erst Jahre später wieder aufgegriffen wurden. 1996 konnte das Münchner Lenbachhaus den Atlas mit 583 Werken ankaufen; Richter hat ihn seitdem ständig um weitere Stücke erweitert. 1997 wurde der Atlas auf der Documenta X in Kassel gezeigt und in einem Bildband dokumentiert.
Im Dezember 2009 kam es zu einer Zusammenarbeit zwischen ihm und Alexander Kluge. Die beide 1932 geborenen Männer trafen sich zu Silvester 2009 im Waldhaus in Sils Maria. Aus ihrer Kooperation ging eine gemeinsame Veröffentlichung hervor: Dezember (Suhrkamp Verlag). Richter steuerte 39 Farbfotografien des Graubündner Hochgebirges und Kluge 39 Kalendergeschichten bei. Eine zweite gemeinsame Arbeit – Nachricht von ruhigen Momenten – mit Bildern von Richter und weiteren Geschichten von Kluge erschien 2013. 2012 gestaltete Richter die Ausgabe der Tageszeitung Die Welt vom 5. Oktober als Künstlerausgabe. Frühere Ausgaben der Zeitung waren von Georg Baselitz und Ellsworth Kelly gestaltet worden.

### Abmalungen
Zu Beginn der 1960er Jahre benutzte Richter erstmals Fotografien als Vorlagen für Gemälde; ein Verfahren, das er danach regelmäßig anwendete. Es handelt sich dabei um beiläufige Motive aus Zeitungs- und Illustriertenausschnitten (später auch auf eigenen Aufnahmen beruhend), die er abmalend vergrößerte, überwiegend in Grau-Weiß auf die Leinwand übertrug und damit überhöhte. Richter selbst kommentierte diese Werke so: „Es demonstriert die Zahllosigkeit der Aspekte, es nimmt uns unsere Sicherheit, weil es uns die Meinung und den Namen von einem Ding nimmt, es zeigt uns das Ding in seiner Vieldeutigkeit und Unendlichkeit, die eine Meinung und Ansicht nicht aufkommen läßt.“ In diesen Zusammenhang gehört auch das 200 × 650 cm große, fünfteilige Bild Alpen (1968), in dem Richter das Alpenmotiv nicht verwischt, sondern in einem Duktus (Strichführung), der an späte Bilder von Cézanne erinnert, regelrecht ‚vermalt‘.
Diese dem Fotorealismus nahe Methode ist durch eine verwischt wirkende Unschärfe gekennzeichnet, die den Realismus der Vorlagen verfremdet. Ein typisches Beispiel ist die Nr. 1 des Werkverzeichnisses, Tisch. Mit seinem Gemälde Ema (Akt auf einer Treppe) vom Mai 1966, dem eine Farbfotografie seiner damaligen Frau zugrunde lag, zitierte Richter eines der bekanntesten Gemälde der Neuzeit, den Akt, eine Treppe herabsteigend (1912) von Marcel Duchamp.
Die Kunstkritikerin Helga Meister hat als erste eine konkrete Beschreibung des Abmalvorgangs geliefert: „In Illustrierten, Zeitungen, Fotoalben und Fachbüchern sucht er seit Jahren nach geeigneten Fotos, schneidet sie aus, legt sie unter ein Episkop und projiziert die nun stark vergrößerten Bilder auf eine leere Leinwand. Auf ihr zieht er mit Kohle nach und pinselt Menschen wie Räume mit schwarzer, grauer und weißer Farbe aus. […] Die noch nassen Farben übermalt er mit einem breiten Pinsel, zieht die Konturen ineinander, egalisiert die Farbunterschiede.“
Vielfach ging Richter über die Verfremdungstechnik der unscharfen Darstellung hinaus und zog Furchen durch die Oberfläche der Gemälde, ein Mittel, das er später in expressiv abstrakten Gemälden wieder aufgegriffen hat. Oder aber er reduzierte die abgemalte Fotografie auf verschwimmende Ansichten, denen kaum noch Bezüge zur fotografierten Wirklichkeit anzusehen sind. An diesen Bildern wird deutlich, wie fern Richter in den 1960er Jahren den aktuellen Trends der Pop Art, des Fotorealismus oder der Fluxus-Bewegung war: Strömungen, mit denen sich Gerhard Richter auseinandersetzte, von denen er sich aber in seiner künstlerischen Praxis absetzte – wenn man davon absieht, dass die Benutzung von Fotografien von der Pop-Art angeregt worden sein dürfte.
Richter erläuterte hierzu, er verdanke Andy Warhol die Anerkennung des Mechanischen in seinem Prozess des Abmalens von Fotografien. Damit triebe er der Malerei alle idealistischen und subjektiven Momente aus. Dem Kunstwissenschaftler Johannes Meinhardt zufolge schließt „die mechanische Arbeit des Abmalens […] alle bewußte Wahl und Entscheidung aus, läßt der kreativen Imagination keinerlei Platz“. Das Verwischen der Fotos verstärke den nicht subjektiven und nicht intentionalen Charakter des Bildes als auch der Handarbeit und betone die Beliebigkeit des gefundenen Sujets. Der Kunsthistoriker und Museumsdirektor Uwe M. Schneede schreibt dem Foto bei Richter eine Bedeutung analog zum Readymade von Marcel Duchamp zu. Stefan Germer weist darauf hin, dass Richter seine Kunst „weniger zur Produktion neuer als zur Reflexion bereits vorhandener Bilder“ nutzt.
Neben den Abmalungen von Fotos banaler Gegenstände (wie Klorolle, Küchenstuhl, Tisch oder Wäschetrockner) stehen Abmalungen von zeitgeschichtlichen Personen oder Ereignissen, die nach Richters Worten „meine Gegenwart zeigen“; dazu zählen Sportwagen, Motorboot und Militärflugzeug, Sekretärinnen, die Prostituierte Helga Matura, der Euthanasietäter Werner Heyde, der verwandte Onkel Rudi im Wehrmachtsuniform und der Kennedy-Attentäter Oswald. Für Uwe M. Schneede gruppieren sie sich – schon durch ihre für Richter typische Verwischung – zu „Bildern einer Epoche“, die ihren abschließenden Höhepunkt im sogenannten RAF-Zyklus 18. Oktober 1977 fanden. Er beendete damit seine Arbeit an Bildern nach Schwarz-Weiß-Fotos, mit seinen Worten: „in der Form einer komprimierten Zusammenfassung, die kein Weitergehen mehr zulässt“.
Zu den Kriterien seiner Motivauswahl bekannte er sich 1986 in einem Interview mit dem Kunsthistoriker Benjamin Buchloh „ganz bestimmt“ zu inhaltlichen Kriterien, die er „früher vielleicht verleugnet habe“. Indirekt bestätigt Richter damit die Auffassung des Kunsthistorikers Eckhart Gillen, der Richters Aussagen, seine Fotovorlagen seien Zufallsfunde, willkürlich und bedeutungslos, „bei näherer Betrachtung als Tarnung“ begreift.
Auch Stillleben, Landschaften und Meeresbilder sowie bekannte Sehenswürdigkeiten wie die Niagarafälle sind Gegenstand der Abmalungen. Fotorealistisch wirken hingegen das 1978 als Auftragsarbeit für das Landesamt für Datenverarbeitung und Statistik NRW, Düsseldorf, entstandene Wolkenbild ohne Titel und aus den 1980ern stammende Landschaftsbilder, z. B. Davos von 1981, Eis (1981 und geradezu in der Tradition eines Caspar David Friedrich) oder Besetztes Haus 1989, das allerdings auch nicht ohne Unschärfen auskommt. Es sind Gemälde, die in ihrer Perfektion zwar abbilden, gleichermaßen jedoch mehr das Typische verfremdet darstellen. Richters Biograf Dietmar Elger nennt sie „Anschauungsmaterial einer verlorenen Wahrheit“.

### RAF-Zyklus
Andere Gemälde erschließen sich erst, wenn die zugrunde liegenden Polizei- und Pressefotos samt Zeitungsnachricht bekannt sind. Mit dem Zyklus der 15 Gemälde 18. Oktober 1977 von 1988 mit unterschiedlich verwischten Abbildungen von den RAF-Terroristen Ulrike Meinhof, Andreas Baader, Gudrun Ensslin und Holger Meins, die die unpersönlichen Bildtitel Tote, Erhängte und Erschossener erhalten, setzte sich Richter mit einer der brisantesten Perioden westdeutscher Geschichte auseinander. Jean-Christophe Ammann, Direktor des Museums für Moderne Kunst in Frankfurt am Main von 1989 bis 2001, konnte den Zyklus für das Museum als Leihgabe für 10 Jahre gewinnen. 1991 war die Werkgruppe Bestandteil der Eröffnungsausstellung des Museums in Frankfurt am Main und hat zu heftigen Reaktionen von Presse und Publikum geführt. Den Zyklus erwarb das New Yorker Museum of Modern Art 1995 für drei Millionen US-Dollar.
Anlässlich der ersten Ausstellungen des Zyklus hob der deutsche Kunsthistoriker und Ausstellungskurator Hubertus Butin Richters Widerstand gegen ideologisches Denken und Handeln hervor, der ihn vor jeder Dogmatik bewahre. Sein gesamtes Werk könne man „als Projekt der postmodernen Sensibilisierung für Pluralismus und Differenz sowohl im künstlerischen als auch im nicht-künstlerischen Denken und Handeln sehen“.

### Landschaften
Bilder mit landschaftlichen Motiven stellen eine eigenständige Werkgruppe dar und nehmen eine herausgehobene Stellung in Richters Gesamtwerk ein. Obwohl schon 1965 einzelne Landschaftsbilder entstanden (Landschaft, Niagarafälle, Waldstück, Seestück, Italienische Landschaft), eröffnen für Dietmar Elger die Korsika-Ansichten von 1968 (Werkverzeichnis 186-2, 199–201, 211, 212) nach Richters eigenen Fotografien die eigenständige Werkgruppe. Die offizielle Webseite von Gerhard Richter listet insgesamt 124 Landschafts-Werke auf, die zwischen 1965 und 2004 entstanden. Abgemalt wird auch dabei wieder von fremden oder eigenen Fotos, aber neu gegenüber der Schwarzweißmalerei ist die Verwendung von Farbe. Dazu passt die häufig zitierte Aussage Richters: „Ich hatte Lust, etwas Schönes zu malen“. Bemerkenswert ist zudem, dass Richter zwar offen das Schema von Caspar David Friedrich nachahmt („seitlich unbegrenzte Landschaften“ – „tiefgesetzter Horizont, ein hoher leerer Himmel, ein unbetonter Vordergrund“), aber im Gegensatz zu diesem ausdrücklich sogenannte Kulturlandschaften malt, also weder unberührte, fiktive oder idealisierte Weltlandschaften.

### Abstrakte Strategien
Abstraktion war in den 1960er Jahren in beiden Teilen Deutschlands ein Reizwort. Im Osten – Gerhard Richter studierte ab 1951 an der Hochschule für Bildende Künste Dresden – wurde Abstraktion als elitärer, abgehobener Stil des Westens bekämpft. Im Westen – Richter setzte sein Studium 1961 an der Düsseldorfer Akademie fort – galt sie bereits als konservativ, weil sich die junge Kunst in neuen Ausdrucksformen verwirklichte und Malerei obsolet erschien. Richter ergriff die ungeliebte Abstraktion als Verfahren, die Malerei in ihren Möglichkeiten neu zu befragen. Sie erlaubte ihm auch, sich mit den im Nationalsozialismus verfemten Traditionen der Moderne zu verbinden und Malerei zukunftsfähig zu machen.

### Andere Techniken
Die Diskontinuität seines Werkes – Kritiker sprechen vom „Stilbruch als Stilprinzip“ – zeigt sich in dessen Chronologie. Parallel zu den Abmalungen entstanden schon 1966 Farbtafeln und im selben Jahr 4 Glasscheiben. 1967 malte er Röhren, ein Grau-in-Grau-Bild, das – wie andere frühe Gemälde auch – als ein Vorläufer für Strontium von 2004 gelten kann. Dazwischen aber liegen die Zeiträume der Vermalungen, der grauen und Wolkenbilder, der unscharfen abstrakten Bilder. Schließlich malte er in den 1980er und 1990er Jahren mit erheblicher öffentlicher Resonanz aufgenommene große, expressiv farbige abstrakte Gemälde, beispielsweise die Serie Abstraktes Bild (809-1,-2,-3,-4). Sie bestehen aus mehreren Farbaufträgen mit zum Teil eingreifenden Abkratzungen bis auf den Malgrund, impulsiver Gestik sowie Übermalungen. Es handelt sich um Gemälde, die ihren Entstehungsprozess deutlich darstellen und ihn gleichzeitig verschleiern (Richter macht sich hier u. a. technische Verfahren der Décollage für seine Malerei dienstbar). Nach Aussagen des Künstlers sind diese Gemälde in erheblichem Maße vom Zufall abhängig und widersprechen in ihrer Endfassung häufig anfänglichen Absichten. Ein farbintensives großformatiges Bild ist das Abstraktes Bild El. L, ausgestellt auf der Documenta 7, 1982 und dort von Peter Iden für die Sammlung des Museum für Moderne Kunst in Frankfurt am Main erworben.

### Kirchenfenster

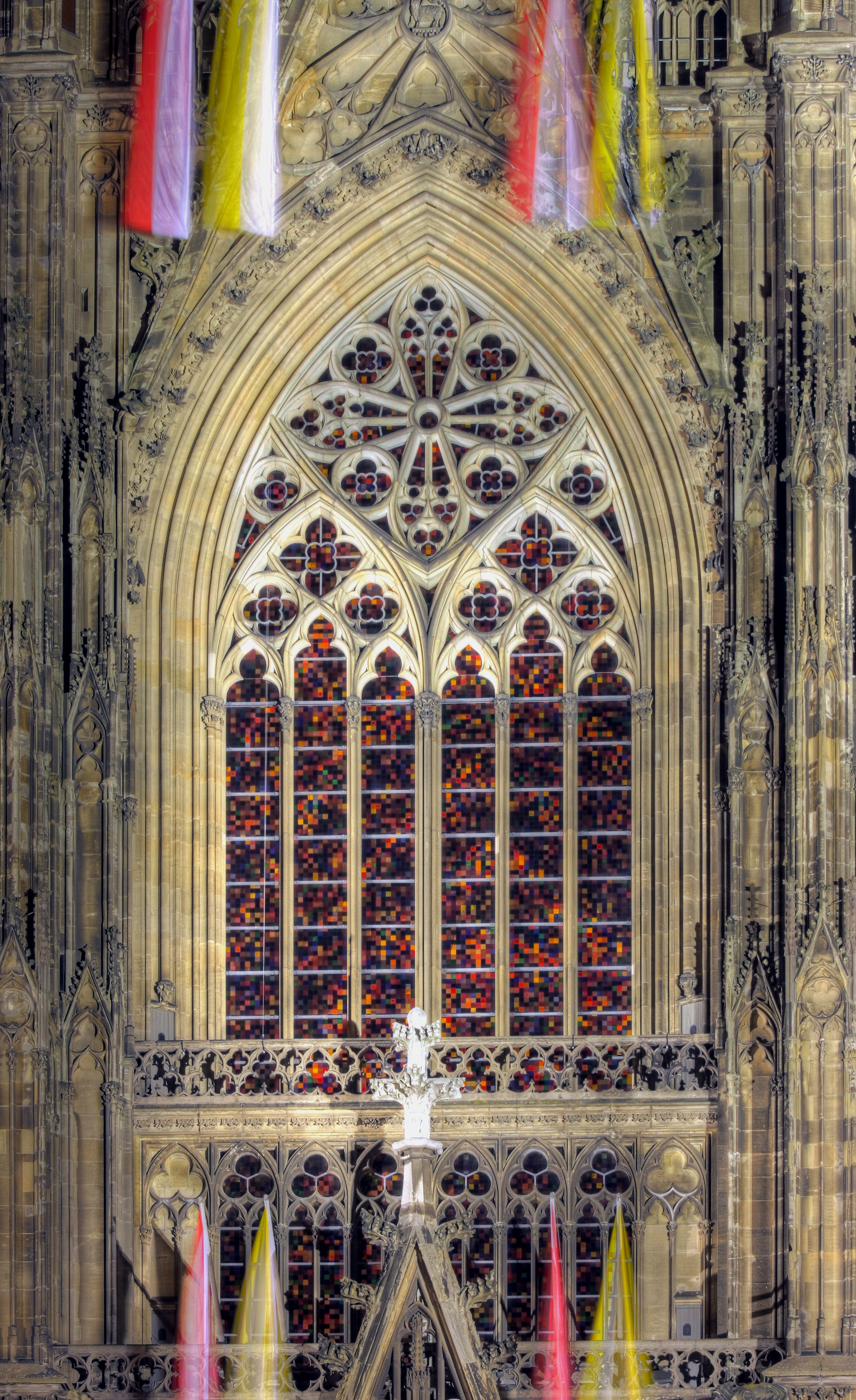
Richter-Fenster, Kölner Dom

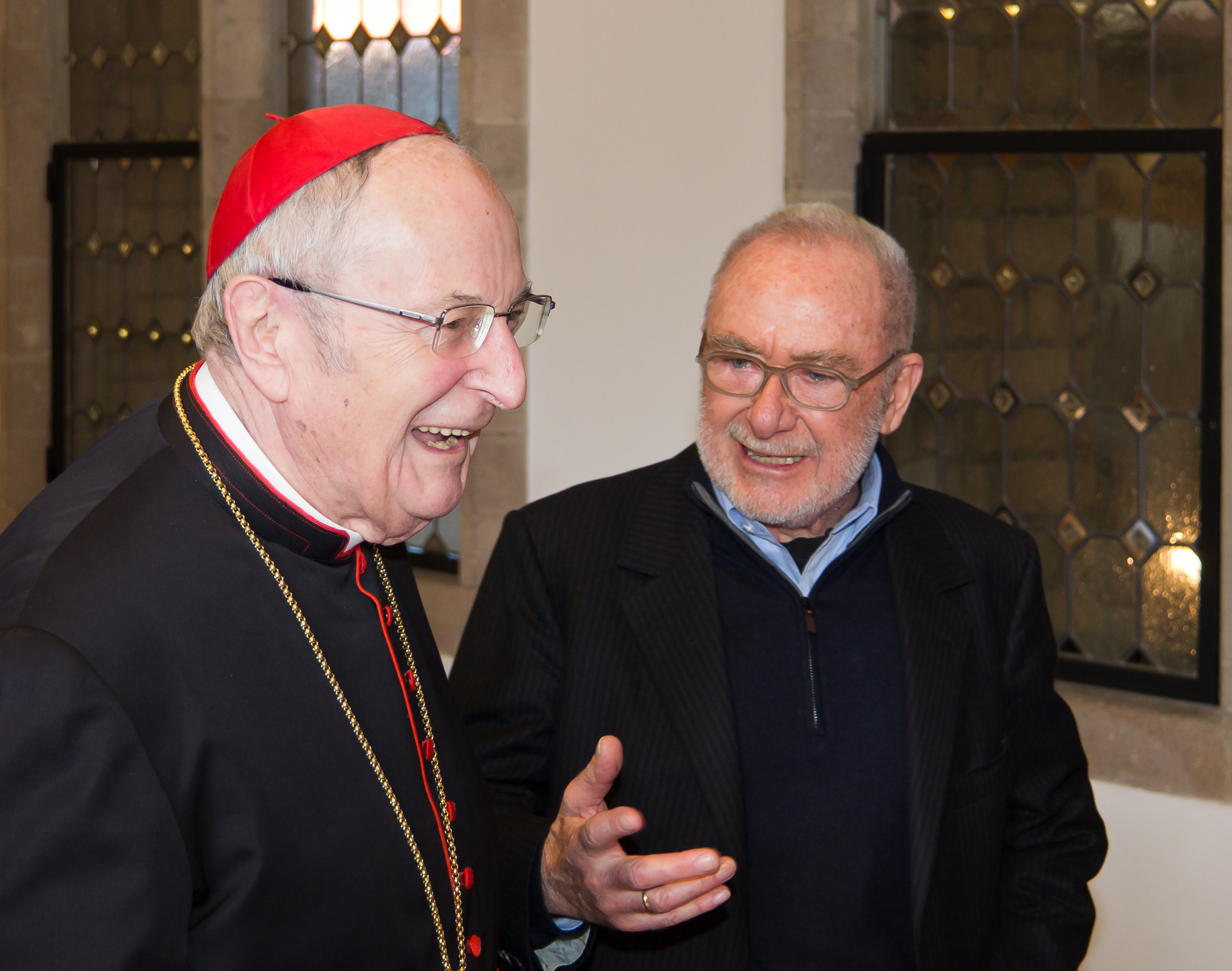
Richter mit Joachim Kardinal Meisner, 2014

2006 entwarf Richter, der aus der evangelischen Kirche ausgetreten ist und sich als „Atheist mit Hang zum Katholizismus“ bezeichnet, für die Südquerhausfassade des Kölner Doms ein 113 m² großes Fenster. Es besteht aus 11.500 Quadraten aus mundgeblasenem Echt-Antik-Glas in 72 unterschiedlichen Farben. Die Idee geht zurück auf sein Werk 4096 Farben von 1974. Die Anordnung der einzelnen Farbflächen wurde mittels eines Zufallsgenerators erstellt, dessen Ergebnisse Richter jedoch teilweise bearbeitete. Die Dynamik der Farbfelder verändert sich durch den im Tageslauf gebrochenen Einfallswinkel des Sonnenlichts. Der Entwurf ist ein Geschenk Richters an den Kölner Dom; die Herstellungskosten betrugen etwa 400.000 Euro. Das Fenster wurde 2007 eingeweiht.
Richter wehrte sich gegen die Kritik des Kölner Erzbischofs Kardinal Meisner an dem von ihm gestalteten Domfenster. Meisner hatte das abstrakte Glasfenster als „eher in eine Moschee oder in ein Gebetshaus passend“ kritisiert. Der Kardinal hätte sich lieber ein Motiv gewünscht, auf dem die christlichen Märtyrer des 20. Jahrhunderts ins Bild gesetzt werden. Richter betonte, dass er zum Islam überhaupt keine Beziehung habe und niemals für eine Moschee gearbeitet hätte. Er fühle sich als Spross des Christentums, der „ohne den Glauben an eine höhere Macht oder etwas Unbegreifliches“ nicht leben könne.
Ende 2019 wurde bekannt, dass Richter die drei neuen Altarfenster für die saarländische Benediktinerabtei St. Mauritius Tholey gestalten würde. Hergestellt wurden die Fenster in den Gustav van Treeck Werkstätten für Mosaik und Glasmalerei in München. Aus Anlass der feierlichen Wiedereröffnung der renovierten Abteikirche im September 2020 wurden auch die Richter-Fenster in Tholey der Öffentlichkeit vorgestellt.

### Birkenau
2014 fertigte Richter den Zyklus Birkenau an, der aus abstrakten Übermalungen von vier Zeichnungen besteht, die auf den 1944 aus dem Lager geschmuggelten Photographien von Holocaustopfern und Leichenverbrennungen im Vernichtungslager KZ Auschwitz-Birkenau basieren. Der Zyklus wurde zunächst ohne Titel im Dresdner Albertinum gezeigt. Mit der späteren Titelgebung und der Realisierung des realhistorischen Hintergrunds der Bilder erntete Richter Zustimmung und Kritik.
Zu dem Zyklus erschienen auch drei Bände mit Essays und Detailansichten. Richter hat die Bilder dem Kunstmarkt entzogen und als ihren Bestimmungsort das berlin modern, den Neubau auf dem Berliner Kulturforum, vorgesehen.
Seit 2017 sind die Bilder in einer fotografischen Version auf Aluminiumtafeln gegenüber Richters Schwarz, Rot, Gold in der Westeingangshalle des Reichstagsgebäudes in Berlin installiert.

### Rezeption
In der Rezeption von Richters Werk wird betont, in welch hohem Maße Richters Œuvre (Gesamtwerk) voller Widersprüche und Diskontinuitäten erscheint: zwischen fotorealistischen Naturdarstellungen, den unscharfen Gemälden nach Fotografien und Gemälden höchster Abstraktion bis hin zu Glas- und Spiegelobjekten bzw. Installationen. Diese Elemente finden sich nicht nacheinander als Entwicklungsstränge des Werks. Richter greift diese unterschiedlichen Vorgehensweisen immer wieder auf. Was dieses Werk zusammenhält, ist Richters forschende und experimentierende Auseinandersetzung mit der Wirklichkeit.
Es geht um die mit den Augen wahrgenommene, die mit der Kamera fotografierte, die gespiegelte, die im Glas transzendierte und auch um die malerisch inszenierte Realität. Gerade diese vielfältige Befragung der Medien moderner Kunst nach der Wirklichkeit wird als der eigentliche Kern des Richterschen Œuvre angesehen. Als „Meister der unauflösbaren Ambivalenz“, charakterisierte ihn der Journalist der Süddeutschen Zeitung, Sebastian Moll. In Gerhard Richters Spiegel- und Glasobjekten geht es z. B. um die autonome mechanische Wirklichkeit der Spiegelung (das irritierende Spiel von Seitenverkehrung usw.). Gleichzeitig integrieren sie Betrachterin und Betrachter in das Werk und machen sie zu Akteuren im Bild, plädieren gegen die Idee des autonomen Kunstwerks. Andererseits knüpft Richter z. B. mit seinen Meeresansichten an Positionen der Romantik an.

### Position auf dem Kunstmarkt
Im Kunstkompass, einer „Weltrangliste der lebenden Künstler“, der von 1970 bis 2007 in der Zeitschrift Capital und von 2008 bis 2014 in der Zeitschrift Manager Magazin erschien und seit 2015 in der Zeitschrift Weltkunst erscheint, belegte Gerhard Richter von 2004 bis 2008 und von 2010 bis 2018 den ersten Platz.
Gerhard Richter gehört laut einer Rangliste von Artnet zu den weltweit teuersten lebenden Gegenwartskünstlern, vor Jeff Koons und Damien Hirst.
Sein Marktvolumen in Auktionen vergangener Jahre betrug umgerechnet 558 Millionen Euro. Das Manager Magazin setzte ihn seit 2010 jedes Jahr auf die Liste der wichtigsten Künstler und er gilt als einer der 500 reichsten Deutschen.
Bereits im November 2000 erreichte bei Christie’s das Gruppenbild Der Kongress (Professor Zander) von 1965 ein Auktionsergebnis von 4,95 Millionen US-Dollar. Im Jahr drauf wurde bei Sotheby’s das Gemälde Drei Kerzen von 1982 für über 5,3 Millionen US-Dollar versteigert. In den folgenden Jahren setzte sich der kommerzielle Erfolg des Künstlers auf den internationalen Auktionen fort. So wurde das Gemälde Zwei Liebespaare (1966) bei Christie’s für ca. 9,77 Mio. Euro verkauft, während das Bild Kerze (1983) bei Sotheby’s im Februar 2008 sogar 10,57 Mio. Euro erbrachte. Damit wurde Gerhard Richter der teuerste lebende Maler Deutschlands. Bei der Versteigerung eines weiteren Werkes mit demselben Titel und aus derselben Serie im Oktober 2011 bei Christie’s ergab sich der Zuschlag bei 11,98 Millionen Euro. Im Mai 2013 erzielte Richters Domplatz, Mailand von 1968 bei den Frühjahrsauktionen von Sotheby’s New York den bis dahin höchsten für ein Werk eines lebenden Künstler gezahlten Preis von 29 Mio. Euro (37,1 Mio. Dollar). Ein weiteres Abstraktes Bild (1986, Öl auf Leinwand, 300 cm × 250 cm, Werkverzeichnis 599) wurde im Februar 2015 bei Sotheby’s für 41 Millionen Euro zugeschlagen. Es wurde bereits 1998 bei Sotheby’s versteigert und erbrachte damals 600.000 US-Dollar.
In den Anfangsjahren war Richters finanzieller Erfolg eher bescheiden. Spätestens seit den 1990er Jahren setzte Richters Boom auch im Ausland, vornehmlich in den Vereinigten Staaten, ein. Mitte der 1980er Jahre wurde der Londoner Galerist Anthony d’Offay und in den 1990er Jahren die Galeristin Marian Goodman in New York seine Galerievertretungen, die seine Karriere maßgeblich aufbauten. Im Dezember 2022 wechselte der Maler nach fast 40-jähriger Zusammenarbeit mit Marian Goodman zum Galeristen David Zwirner. Heutzutage sind Gemälde nahezu nur noch auf dem Auktionsmarkt erhältlich, da die meisten Eingang in Privatsammlungen fanden oder von Museen gesammelt wurden.
2019 macht der Spiegel die Kontroverse um ein rund 500 Zeichnungen und Studienblätter umfassendes Konvolut mit Studentenarbeiten und Frühwerken Richters öffentlich, die der Künstler bei der Flucht aus der DDR zurückließ. Über Jahre boten dubiose Händler dieses dem Gerhard Richter Archiv in Dresden und Privatsammlern zu Summen von bis zu 120 Millionen Euro zum Kauf an. Richter selbst zeigte sich verärgert über den Handel und bestritt den Wert des Skizzen-Konvoluts. Im Bezug auf die Arbeiten äußerte er sich gegenüber der Deutschen Presse-Agentur wie folgt: „Da sind jede Menge Sachen nicht von mir. Die Hälfte davon ist Ramsch und sollte verbrannt werden.“
Anfang 2022 wurde durch einen Dresdner Galeristen ein Sgraffito von Richter an der Giebelwand einer ehemaligen Schule in Hagenwerder wiederentdeckt. Dieser fand im Gerhard Richter Archiv der Staatlichen Kunstsammlungen Dresden in einem Buch diese Auftragsarbeit aufgeführt: „gemalt vom Hochschulabsolventen Richter, um 1956/57“. Der Kunsthistoriker des Kulturhistorischen Museums Görlitz Kai Wenzel vertritt die Meinung, dass das Wandbild vermutlich 1961 von Richters Künstlerkollegen Dietrich Peter nach Richters Entwürfen angefertigt wurde. Peter hatte mit Richter zusammen in den 1950ern studiert und beherrschte die Kratzputztechnik. Er beschreibt die Entstehung des Bildes im „Kulturspiegel Stadt- und Landkreis Görlitz“ im März 1961. Das Bild blieb als Werk Richters unerkannt, da dieses sich nicht von der in der DDR allgegenwärtigen Alltagskunst unterschied und Richter alle seine vor der Flucht aus der DDR 1961 entstandenen Werke aus seinem Œuvre ausschloss.

## Veröffentlichungen
- 2010: Alexander Kluge, Gerhard Richter: Dezember – 39 Geschichten. 39 Bilder. Suhrkamp, Frankfurt am Main 2010, ISBN 978-3-518-22460-1.
- 2011: Eis. König, Köln 2011, ISBN 978-3-86560-924-3.
- 2013: Alexander Kluge, Gerhard Richter: Nachricht von ruhigen Momenten. 89 Geschichten. 64 Bilder. Suhrkamp, Frankfurt am Main 2013, ISBN 978-3-518-22477-9
- 2015: 93 Details aus meinem Bild „Birkenau“. König, Köln 2015.
- 2016. Birkenau. Mit Beiträgen von Helmut Friedel und Georges Didi-Huberman, Katalog Museum Frieder Burda, Baden-Baden, Buchhandlung Walther König, Köln 2016.

## Ausstellungen (Auswahl)
Richter nahm an der documenta in Kassel teil: 1972 documenta 5, 1977 documenta 6, 1982 documenta 7, 1987 documenta 8, 1992 documenta IX, 1997 documenta X, 2007 documenta 12 und 2017 documenta 14.
- 1963: Möbelhaus Berges, Düsseldorf: Leben mit Pop – eine Demonstration für den kapitalistischen Realismus (mit Konrad Lueg)
- 1964: Galerie René Block, Berlin
- 1964: Galerie Alfred Schmela, Düsseldorf
- 1965: Museum Haus Lange, Krefeld
- 1969: Guggenheim Museum, New York: Nine Young Artists,
- 1970: Palais des Beaux Arts: Richter, Palermo, Uecker, Brüssel, Belgien
- 1971: Kunstverein für die Rheinlande und Westfalen, Düsseldorf: Arbeiten 1962–1971
- 1972: 36. Biennale Venedig: 48 Portraits (deutscher Pavillon)
- 1973: Städtische Galerie im Lenbachhaus und Kunstbau München: Gerhard Richter – Gemälde[81]
- 1977: Musée National d’Art Moderne-Centre Georges Pompidou, Paris
- 1978: Van Abbemuseum, Eindhoven, Niederlande
- 1984: Von hier aus – Zwei Monate neue deutsche Kunst in Düsseldorf
- 1986: Kunsthalle Düsseldorf: Bilder 1962–1985 (danach in Berlin, Bern und Wien)
- 1989: Museum Haus Esters, Krefeld: 18. Oktober 1977 (danach in Frankfurt a. M., Rotterdam, London, Berlin, New York und Dresden)
- 1991: Tate Gallery, London
- 1993: Musée d’art moderne de la Ville de Paris (danach in Bonn, Stockholm und Madrid)
- 1995: Israel-Museum, Jerusalem
- 1999: Circa 1968, Museu Serralves, Porto (Eröffnungsausstellung und Übernahme in Sammlung)
- 1999: Zeichnungen und Aquarelle, Kunstmuseum Winterthur (danach in Dresden, Tilburg, Krefeld)
- 2002: 40 Years of Painting, Museum of Modern Art, New York (danach in Chicago, San Francisco und Washington, DC)
- 2004: Printed!, Kunstmuseum Bonn (danach in Salzburg, Tübingen, Emden und Luzern)
- 2005: Kunstsammlung Nordrhein-Westfalen/K20, Düsseldorf (danach München, Kanazawa und Sakura, Japan)
- 2005: Atlas und Gerhard Richter – 100 Gemälde, Städtische Galerie im Lenbachhaus/Kunstbau und Lenbachhaus, München
- 2005: Image after Image, Louisiana Museum of Modern Art, Humlebæk, Dänemark
- 2005: Staatliche Kunstsammlungen Dresden – Galerie Neue Meister
- 2008: Bilder aus privaten Sammlungen, Museum Frieder Burda, Baden-Baden (danach Museum Küppersmühle, Duisburg)
- 2008: Paintings 1963–2007, National Art Museum of China, Peking
- 2008: 4900 Farben und Entwürfe zum Kölner Domfenster, Museum Ludwig, Köln
- 2009: Retrospektive, Albertina Museum, Wien
- 2009: Porträts, National Portrait Gallery, London
- 2009: Abstrakte Bilder, Haus der Kunst, München
- 2011: Bilder einer Epoche, Bucerius Kunst Forum, Hamburg
- 2011/2012: Gerhard Richter: Panorama. (Retrospektive), Tate Modern, London (danach Neue Nationalgalerie, Berlin; Musée national d’art moderne Centre Georges Pompidou, Paris)
- 2013/2014: Atlas Mikromega, Städtische Galerie im Lenbachhaus, München[82][83]
- 2013/2014: Artist Rooms: Gerhard Richter – London, Tate Gallery of Modern Art, London[84]
- 2014: Polke/Richter – Richter/Polke, Christie’s, 25. April bis 7. Juli 2014, London[85]
- 2014: Gerhard Richter. Bilder/Serien, Fondation Beyeler, Riehen, Schweiz[86]
- 2016: Gerhard Richter. Birkenau, Museum Frieder Burda, Baden-Baden
- 2017: Gerhard Richter. Neue Bilder, Museum Ludwig, Köln
- 2017: Gerhard Richter, Nationalgalerie Prag, 26. April bis 3. September 2017[87]
- 2017: Gerhard Richter. Die Editionen, Museum Folkwang, Essen
- 2017: Gerhard Richter. Über Malen – Frühe Bilder, Kunstmuseum Bonn (danach Wiesbaden)
- 2017: Gerhard Richter: The Life of Images, Queensland Gallery of Modern Art, Brisbane, Australien, 14. Oktober 2017 bis 4. Februar 2018[88]
- 2018: Gerhard Richter. Abstraktion, Museum Barberini, Potsdam, 30. Juni bis 21. Oktober 2018[89]
- 2020: Gerhard Richter. Painting After All, The Met Breuer, New York
- 2020: Gerhard Richter. Grauer Spiegel, Kunst-Station Sankt Peter, Köln, 14. Mai bis 1. November 2020[90]
- 2020: Gerd Richter 1961/62, Albertinum Staatliche Kunstsammlungen Dresden
- 2020/2021: Gerhard Richter. Landschaft, Bank Austria Kunstforum Wien, 1. Oktober 2020 bis 7. März 2021[91][92]
- 2021: Gerhard Richter. Landschaft, Kunsthaus Zürich, 26. März bis 25. Juli 2021[93][94]
- 2021: 54 Zeichnungen – 3 Graue Spiegel – 1 Kugel, Staatliche Graphische Sammlung München, 4. Februar bis 22. August 2021
- 2021/22: Gerhard Richter. Birkenau-Zyklus, Zeichnungen, Übermalte Fotos, Kunstsammlung Nordrhein-Westfalen – Museum K 21, Düsseldorf
- 2022: Gerhard Richter. Portraits. Glas. Abstraktionen, Albertinum, Dresden
- 2022: Gerhard Richter. 90th Anniversary of His Birth – 60 Years of Creation, Museum of Modern Art Tokyo, 7. Juni bis 2. Oktober 2022[95]
- 2023/26: Gerhard Richter. 100 Werke für Berlin, Neue Nationalgalerie, Berlin, 1. April 2023 bis 2026
- 2023: Double Vision: Gerhard Richter und Vija Celmins, Hamburger Kunsthalle, 12. Mai 2023 bis 27. August 2023
- 2024: Gerhard Richter. On Display, Neues Museum Nürnberg. 23. Februar 2024 -
- 2024: Gerhard Richter. Serien I Variationen, Albertinum Staatliche Kunstsammlungen Dresden, 22. Juni bis 8. September 2024
- 2024/25: Gerhard Richter. Verborgene Schätze. Werke aus rheinischen Privatsammlungen, Kunstpalast Düsseldorf, 5. September 2024 bis 2. Februar 2025

## Auszeichnungen
- 1967 Kunstpreis junger westen, Recklinghausen
- 1982 Arnold-Bode-Preis, Kassel
- 1985 Oskar-Kokoschka-Preis, Wien
- 1988 Gastprofessur an der Städelschule, Frankfurt am Main
- 1988 Kaiserring, Goslar[96]
- 1995 Wolf-Preis der Wolf-Stiftung, Jerusalem
- 1997 Goldener Löwe der Biennale, Venedig
- 1997 Praemium Imperiale, Tokio
- 1998 Foreign Honorary Membership. The American Academy of Arts and Letters, New York
- 1998 Wexner-Preis, Ohio
- 2000 Staatspreis des Landes Nordrhein-Westfalen, Düsseldorf
- 2001 Ehrendoktor, Katholische Universität Löwen
- 2001 Eintragung in das Goldene Buch der Stadt Köln
- 2004 Kunst- und Kulturpreis der deutschen Katholiken, Bonn
- 2004 Foreign Honorary Membership. The American Academy of Arts and Sciences
- 2007 Ehrenbürgerschaft der Stadt Köln
- 2012 Mitglied der American Philosophical Society[97]
- 2018 Europäischer Kulturpreis Taurus[98]

## Filme über Richter
- 1966: Elmar Hügler: Kunst und Ketchup. Fernsehfilm des Südwestfunks, 14. Dezember 1966, 45 Min.
- 1969: Gerhard Richter – In der Werkstatt. Orbis-Film, Regie: Hannes Reinhardt, 13 Minuten, Goethe-Institut Inter Nationes
- 1989: Viktoria von Flemming: Augenblicke – Gerhard Richter: 18. Oktober 1977. 14 Minuten
- 1992: Viktoria von Flemming: Gerhard Richter: Meine Bilder sind klüger als ich. NDR, 60 Minuten.
- 1994: Henning Lohner: Gerhard Richter Malerei 1962–1993. 42 Minuten.
- 1999: Christine Haberlik: Das Dresdener Frühwerk. Aspekte, ZDF, 4. Juni 1999
- 2003: Gerhard Richter – Vierzig Jahre Malerei. Zur Ausstellung im New Yorker MoMA, 3sat, 26. April 2003, Inhaltsangabe von 3sat
- 2006: Lars Friedrich: ‚Tante Marianne‘ kommt unter den Hammer. Die tragische Familiengeschichte des Gerhard Richter und wie sie sich in einem autobiografischen Meisterwerk widerspiegelt. ttt – titel, thesen, temperamente, Dokumentation, WDR, Erstsendung: 18. Juni 2006
- 2007: Corinna Belz: Das Richter-Fenster. ARTE, 26. August 2007
- 2011: Corinna Belz: Gerhard Richter – Painting. Dokumentation, 97 Minuten. (Kinostart am 8. September 2011)
- 2018: Werk ohne Autor ist ein deutscher Spielfilm von Florian Henckel von Donnersmarck. Die Hauptfigur des Kurt Barnert orientiert sich an der Lebensgeschichte Gerhard Richters. Als Vorlage diente das Buch „Ein Maler aus Deutschland. Gerhard Richter. Das Drama einer Familie“ von Jürgen Schreiber. Richter warf dem Regisseur im US-Magazin New Yorker vor, seine „Biografie zu missbrauchen und übel zu verzerren“.[99][100]